# العلاقات الكينية الليختنشتانية
العلاقات الكينية الليختنشتانية هي العلاقات الثنائية التي تجمع بين كينيا وليختنشتاين.

## مقارنة بين البلدين
هذه مقارنة عامة ومرجعية للدولتين:
| وجه المقارنة                                              | كينيا                         | ليختنشتاين                                 |
| --------------------------------------------------------- | ----------------------------- | ------------------------------------------ |
| المساحة (كم2)                                             | 581.31 ألف                    | 16                                         |
| عدد السكان (نسمة)                                         | 48.47 مليون                   | 37.47 ألف                                  |
| الكثافة السكانية (ن./كم²)                                 | 83.38                         | 234.19 ألف                                 |
| العاصمة                                                   | نيروبي                        | فادوتس                                     |
| اللغة الرسمية                                             | اللغة السواحلية، لغة إنجليزية | اللغة الألمانية                            |
| العملة                                                    | شيلينغ كيني                   | فرنك سويسري                                |
| الناتج المحلي الإجمالي (بليون دولار)                      | 74.94 مليار                   | 6.29 مليار                                 |
| الناتج المحلي الإجمالي (تعادل القوة الشرائية) بليون دولار | 142.24 مليار                  |                                            |
| الناتج المحلي الإجمالي الاسمي للفرد دولار أمريكي          | 1.38 ألف                      |                                            |
| الناتج المحلي الإجمالي للفرد دولار أمريكي                 | 2.95 ألف                      |                                            |
| مؤشر التنمية البشرية                                      | 0.548                         | 0.908                                      |
| رمز المكالمات الدولي                                      | +254                          | +423                                       |
| رمز الإنترنت                                              | .ke                           | .li                                        |
| المنطقة الزمنية                                           | ت ع م+03:00                   | توقيت وسط أوروبا، ت ع م+01:00، ت ع م+02:00 |

## منظمات دولية مشتركة
يشترك البلدان في عضوية مجموعة من المنظمات الدولية، منها:
| علم المنظمة | اسم المنظمة                   | تاريخ انضمام كينيا | تاريخ انضمام ليختنشتاين |
| ----------- | ----------------------------- | ------------------ | ----------------------- |
|             | الاتحاد البريدي العالمي       | ?                  | ?                       |
|             | الاتحاد الدولي للاتصالات      | 11 أبريل 1964      | 25 يوليو 1963           |
|             | منظمة حظر الأسلحة الكيميائية  | ?                  | ?                       |
|             | منظمة التجارة العالمية        | 1995               | ?                       |
|             | منظمة الشرطة الجنائية الدولية | ?                  | ?                       |
|             | الأمم المتحدة                 | 16 ديسمبر 1963     | 18 سبتمبر 1990          |

## وصلات خارجية
- موقع وزارة الخارجية الكينية